# Ganso-pequeno
O ganso-pequeno (Anser erythropus) é uma espécie de ganso que nidifica no norte da Fino-Escandinávia e da Sibéria. É uma espécie vulnerável, com uma população decrescente estimada em 16-27 mil indivíduos. O Parque Nacional de Hortobágy é um importante ponto de invernada, onde os gansos-pequenos passam dois meses no Outono e um mês na Primavera. As maiores ameaças a esta espécie encontram-se nas zonas de invernada e de passagem.

## Descrição
O ganso-pequeno tem 56-65 cm de comprimento, semelhante ao ganso-grande-de-testa-branca, mas com plumagem mais escura e o bico com tom mais aceso de cor-de-rosa.